# Nicole Leistenschneider
Nicole Leistenschneider (Toronto, Canadá, 10 de mayo de 1967) es una atleta alemana de origen canadiense retirada, especializada en la prueba de 4x400 m en la que, compitiendo con la República Federal Alemana, llegó a ser medallista de broce olímpica en 1984.

## Carrera deportiva
En los JJ. OO. de Los Ángeles 1984 ganó la medalla de bronce en los relevos 4x400 metros, con un tiempo de 3:22.98 segundos, tras Estados Unidos (oro) y Canadá (plata), siendo sus compañeras de equipo: Ute Thimm, Heide-Elke Gaugel, Gaby Bußmann, Heike Schulle-Mattler y Christina Sussiek.